# Sakara
Sakara eller Sakarajärvi är en sjö i Finland. Den ligger i kommunen Loppis i landskapet Egentliga Tavastland, i den södra delen av landet, 70 km nordväst om huvudstaden Helsingfors. Sakara ligger 107,7 meter över havet. Arean är 2,31 kvadratkilometer och strandlinjen är 12,42 kilometer lång. Sjön  ingår i Karisåns huvudavrinningsområde.   I omgivningarna runt Sakara växer i huvudsak blandskog.
I övrigt finns följande vid Sakara:
- Punelia (en sjö)